# Rajd Orlen
Rajd Orlen – rajd samochodowy, odbywający się w Płocku i okolicach w latach 2007-2009, będący jedną z rund Rajdowych Mistrzostw Polski.

## Zwycięzcy Rajdu Orlen[1]
| Rok  | Rajd                  | Kierowca            | Pilot          | Samochód          | Seria |
| ---- | --------------------- | ------------------- | -------------- | ----------------- | ----- |
| 2007 | Rajd Orlen 2007       | Bryan Bouffier      | Xavier Panseri | Peugeot 207 S2000 | RSMP  |
| 2008 | Rajd Orlen 2008       | Krzysztof Hołowczyc | Łukasz Kurzeja | Peugeot 207 S2000 | RSMP  |
| 2009 | Rajd Orlen Płock 2009 | Leszek Kuzaj        | Craig Parry    | Peugeot 207 S2000 | RSMP  |